# Шахвердян, Сергей Нарикович
Сергей Нарикович Шахвердян  (арм. Սերգեյ Նարիկի Շահվերդյան; род. 11 февраля 1966, Степанакерт) — государственный деятель непризнанной Нагорно-Карабахской Республики (НКР), министр культуры, молодёжи и туризма НКР (2017—2018). Функционер партии «Дашнакцутюн».

## Биография
Родился 11 февраля 1966 в городе Степанакерт, Нагорно-Карабахская АО, Азербайджанская ССР, СССР.
В 1983—1988 годах обучался на физико-математическом факультете Степанакертского педагогического института. Работал на комбинате стройматериалов в Степанакерте.
С 1989 года состоит в партии «Дашнакцутюн». До 1992 года секретарем коммунистического союза молодёжи в Степанакертском филиале Кироваканского педагогического института.
В 1992—1995 годах работал директором Степанакертского офиса информационного центра партии «Дашнакцутюн», позднее работал в офисе центрального комитета карабахского отделения этой партии. В качестве журналиста освещал события Первой карабахской войны.
В 2000—2001 годах работал редактором газеты «Апараж» (арм. Ապառաժ), позднее — председателем Карабахского агентства по развитию туризма.
С 2000 являлся членом Центральной избирательной комиссии НКР от партии «Дашнакцутюн», находился в должности заместителя председателя.
С 2008 года работал начальником управления по туризму при правительстве НКР.
25 сентября 2017 году президент НКР Бако Саакян назначил Шахвердяна министром культуры, молодёжи и туризма НКР. 2 июля 2018 года был снят с этой должности, на его место был назначен Лерник Ованнисян.
С 2018 года вновь работал председателем Карабахского агентства по развитию туризма. С 2021 года возглавлял Общественный совет по защите культурного наследия.
Состоит в браке, имеет четверых детей.